# Begravningsplatsen i Prag

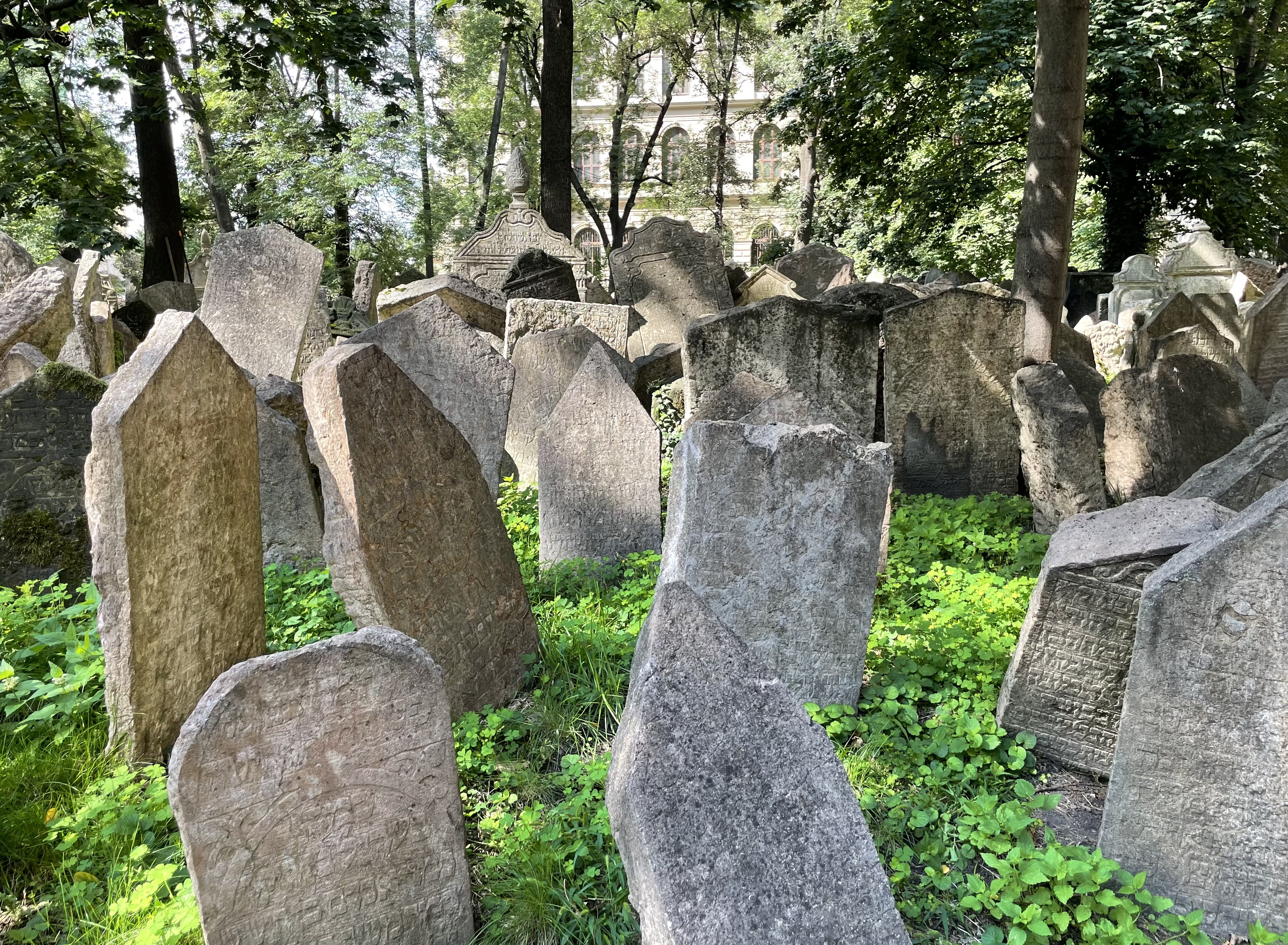
Begravningsplatsen i Prag (2022).

Begravningsplatsen i Prag (italienska: Il cimitero di Praga) är en roman av Umberto Eco, utgiven på italienska 2010 och på svenska av Brombergs bokförlag 2011.

## Handling
Romanen handlar om antisemitism under 1800-talet, och de tankesätt som senare möjliggjorde judeförföljelserna i Tyskland under andra världskriget, till exempel att många under 1800-talet trodde att judarna försökte ta över hela världen.
Den är en fiktiv skildring av tillkomsten av propagandaskriften Sions vises protokoll.